# Mash (Band)
Mash (Eigenschreibweise: mash) war eine Schweizer Mundart-Rock-Band, die mit ihrem Hit Ewigi Liäbi bekannt wurde. Nach einem Comeback 2013 löste sich die Band Mitte 2015 erneut auf.

## Geschichte

### Frühe Jahre (1986–1996)
Die vier Schulkollegen Peter Müller, Stephan Annen, Bruno Schmidig und Diego Hediger gründeten 1986 die Coverband The Queers im Alter von 17 Jahren. Bald stiessen auch Hansjörg Römer und zwei Backgroundsängerinnen zur Band. Ab 1988 nannten sie sich «Snap It» und erlangten mit diversen Auftritten lokale Bekanntheit. Die erste Demo-EP Best Wishes wurde 1990 im Studio «The Place» in Luzern aufgenommen und daraus das Lied Zrugg Zu Mier auf der Innerschweizer Kompilation SZ Rock 1991 veröffentlicht. Auf dem nationalen «1.CH/Szenen-Sampler» findet sich das Lied Reklame-Boogie, welches später in «Stimorol» umbenannt wurde.
1993 wurde der Name «Snap It» in «mash» geändert («mash» = Anfangsbuchstaben der Nachnamen der Gründungsmitglieder) und Patrick „Padi“ Bernhard stiess als neuer Frontmann und Sänger zur Band. Zwei Jahre später wurde das erste Album Hard to Ignore veröffentlicht, welches im Studio «Da Capo» entstanden ist. Das Album enthält englische Eigenkompositionen und verkaufte sich über 1000 Mal. Weitere Auftritte folgten darauf, was die Cover-Band aber gleichzeitig unter Druck setzte.

### Eigene Mundartlieder (1996–2000)
Im Herbst 1996 beschlossen Bruno, Diego und Hansjörg deshalb, die Band zu verlassen. Beinahe wurde die Band aufgelöst. Doch die drei verbliebenen Mitglieder Padi, Steph und Peter entschieden, nicht mehr als Coverband, sondern mit eigenen Liedern in (schwyzerischer) Mundart weiterzumachen. Im Frühjahr 1997 fanden sie in Markus Bösch (Schlagzeug) und Thomas Tschan (Keyboards) den nötigen Ersatz für die ausgestiegenen Bandmitglieder. Es entstanden eigene Mundartlieder und ein „unverkennbarer «mash»-Stil in jedem Lied“ – Lieder in Pop-Rockgewand. Im «Jester Records»-Studio in Bern entstand die erste Mundart-Demo-EP Usschnitt und es wurden 500 Exemplare der CD hergestellt, da man nicht an einen Erfolg abseits von englischen Liedern glaubte. Die CD war aber schnell vergriffen.
Aufgrund der gewagten Weihnachtskarten, welche die Band für Kollegen verschickte, wurde die Band von Frank Baumann im Januar 1999 zu einem Nackt-Fernseh-Auftritt in dessen Satiresendung „Ventil“ eingeladen.

„Wir lassen uns nicht prostituieren, nur um ins Fernsehen zu kommen“

 – Sänger Padi Bernhard in einem Interview mit dem Bote der Urschweiz. Durch das Lied Dank sei Frank, welchen sie eigens für den Moderator schrieben, kam es dann doch noch zum Fernsehauftritt am 6. Januar 1999.
Aufgrund viel weniger Live-Auftritte im Jahr 1999 wurde bandintern zunächst über eine Auflösung der Band diskutiert, da man sich auch dank des Fernsehauftrittes mehr Auftritte erhofft hatte. Stattdessen brannten sie ihre vier neuen Lieblingslieder (unter anderem mit nidvobärn) auf eine CD, nannten diese supermash und verschickten sie an etwa 20 Radiostationen in der Schweiz.

### Der Durchbruch (2000–2003)
supermash landete im Jahre 2000 auch bei Susanne Spreiter von Radio DRS 3 (SRF 3), welcher es gefiel. So war nidvobärn auf DRS 3 zu hören und das Lied stiess auf positives Echo und der Band wurden Plattenverträge angeboten. Schliesslich unterschrieben sie beim Berner Zytglogge Verlag. Es folgte ein Fernsehauftritt in der Quizsendung Risiko des Schweizer Fernsehens und bescherte der Band Medienpräsenz. Das darauffolgende Album nidvobärn wurde am 12. Mai 2000 im «Quai2» in Brunnen getauft und am 13. Mai schweizweit veröffentlicht.
«mash» bewarb sich bei der 2. Big-Brother-Staffel (auf TV3) mit dem Titelsong Grossä Brüäder, wurde von den Verantwortlichen jedoch abgewiesen. Bis Ende 2000 wurden 3000 Stück des Albums nidvobärn verkauft. Niemand ahnte zu diesem Zeitpunkt, dass dies erst der Anfang war. Der letzte Titel des Albums nidvobärn, Ewigi Liäbi, wurde – mehr als ein halbes Jahr nach Erscheinen des Albums – sehr häufig in den Wunschprogrammen der Privat-Radiostationen gespielt. Die Konzertanfragen nahmen zu und im August 2000 stieg nidvobärn sogar in die Top100 der Schweizer Hitparade ein und blieb dort anschliessend ganze 30 Wochen (Top-Platzierung 18. Platz). Die Band wurde national bekannt – Tele Tell drehte sogar einen Videoclip zu Ewigi Liäbi – und tourte zwei Jahre lang durch die Schweiz. Total konnten sie über 40'000 Exemplare des Albums absetzen und damit Platinstatus in der Schweiz erreichen. Auch wenn Ewigi Liäbi nie als eigene Single erschienen ist und deshalb auch nicht in die Single-Charts einsteigen konnte, wurde das Lied landesweit bekannt.
Im Jahre 2002 wechselte die Band vom Zytglogge-Verlag zu BMG Ariola (später Sony BMG) und veröffentlichte am 12. August 2002 das Nachfolgealbum mash.erschti.hilf, welches in den Charts mit 17'000 verkauften Exemplaren auf Anhieb auf dem 16. Platz einstieg. Das Interesse der Öffentlichkeit nahm stetig zu.
Nach einer erfolgreichen und ausgedehnten Konzertreihe beschlossen Padi Bernhard, Stephan Annen, Peter Müller, Markus Bösch und Thomi Tschan im Jahre 2003, für ein ganzes Jahr zu pausieren, um ein neues Album zu produzieren. Zeitgleich stieg eine Funpunk-Version von Ewigi Liäbi der Bieler Punkband QL von 0 auf Platz 6 in der Schweizer Hitparade und inspirierte die Finalistin Carmen Fenk zu ihrem finalen Song der ersten MusicStar-Staffel des Schweizer Fernsehens. Mit Ewigi Liäbi gewann sie 2004 dieses Final und wurde allererster «MusicStar» der Schweiz. Ewigi Liäbi galt fortan als Mundart-Hit.

### Letztes Album, der grösste Schweizer Lovesong und Auflösung (2005–2006)
Im Januar 2005 erschien das dritte Album der fünf Innerschweizer mit dem Namen 45minutä. Die Musiker blieben ihrem Stil treu und versuchten, am Erfolg der beiden Vorgängeralben anzuknüpfen. Ihre Erwartungen wurden jedoch nicht erfüllt. Doch obwohl sich das Album schlechter verkaufte als seine Vorgänger, tourte die Band durch die Schweiz, bis die Tour am 17. Dezember 2005 mit dem Livekonzert «mash & fründä» im MythenForum in Schwyz endete.
Ein Jahr später erschien das vierte und letzte (Live-)Album namens mash & fründä, welches das letzte «richtige» Konzert der Band beinhaltet.
Am 16. Dezember 2006 spielte die Band dann in ihrer Ur-Formation zum letzten Mal zusammen auf einer Bühne. Dann trennten sich der Sänger und der Bassist vom Rest der Band.
Ewigi Liäbi stieg Ende 2006 dank zahlreicher Downloads doch noch in die Single-Hitparade ein und blieb danach fast eineinhalb Jahre ununterbrochen in den Charts. Bis 2009 kehrte es immer wieder in die Charts zurück – insgesamt 91 Chartwochen lang. 2007 wurde Ewigi Liäbi in der Kategorie «Lovesongs» der Schweizer Sendung Die grössten Schweizer Hits zum grössten Schweizer Liebeslied aller Zeiten gewählt.

### Comeback (2013–2015)
Im Jahr 2013 kam die Band in neuer Besetzung zurück, nur Frontmann Patrick „Padi“ Bernhard war geblieben. Im Februar 2014 veröffentlichte sie das Comeback-Album MASH. Verschiedene Konzerte folgten, jedoch konnte die Band nicht mehr an frühere Erfolge anknüpfen.
Die Band beschloss im Sommer 2015 erneut die Auflösung. «Der Aufwand ist einfach zu gross im Vergleich zum Ertrag», wird Padi Bernhard dazu auf der Website zitiert.
Am 12. November 2015 wurde das offiziell letzte Konzert von Mash im Stadtkeller Luzern gespielt.